# Devotio
Na antiga religião romana, o devotio era uma forma extrema de votum em que um general romano jurava sacrificar sua própria vida em batalha junto com o inimigo aos deuses ctônicos em troca de uma vitória. A descrição mais extensa do ritual é dada pelo historiador Lívio, a respeito do auto-sacrifício de Décio Mus.
Devotio pode ser uma forma de consecratio, um ritual por meio do qual algo foi consagrado aos deuses. A devotio às vezes foi interpretada à luz do sacrifício humano na Roma antiga, e Walter Burkert a via como uma forma de bode expiatório ou ritual pharmakos. Por volta do século I a.C., devotio poderia significar de forma mais geral "qualquer oração ou ritual que consignou alguma pessoa ou coisa aos deuses do submundo para destruição".